# Cordillera Berwyn
La cordillera Berwyn (en galés: Y Berwyn o Mynydd y Berwyn) es un área de páramos aislada y apenas poblada localizada al noreste de Gales, limitada por Llangollen al noreste, Corwen al noroeste, Bala al suroeste y Oswestry al sureste. Es célebremente conocida por la presunta aparición de un OVNI en 1974, conocida como el incidente de OVNI de la Montaña Berwyn.
La cordillera Berwyn también jugó su parte en hacer regresar al rey Enrique II de Inglaterra durante su invasión de Gwynedd en 1165. En vez de tomar la ruta usual a lo largo de la llanura costera septentrional, su armada invadió desde Oswestry y tomó una ruta sobre las Berwyns. La invasión se enfrentó a una alianza de príncipes galeses, pero no hubo lucha, pues un sinfín de días de lluvia pesada forzaron a la armada a la retirada.

## Descripción
El área es salvaje, remota (para los estándares británicos) y cubierta por una capa de brezo sobre un metro de espesor, con algunas praderas y pteridium, lo que hace del área un lugar difícil para los excursionistas. Sobrevolar la zona puede resultar difícil, ya que las colinas no son muy altas, y a menudo son ocultadas por neblina o nubes bajas. El área alberga poblaciones sustanciales de aves (upland birds) que incluyen aves de presa, como los aguiluchos pálidos, esmerejones y halcones peregrinos (unas 14-18 parejas de crías de cada especie, 1-2% de la población británica total [cita requerida]), y por esta razón es una zona de especial protección para las aves clasificada de acuerdo con la Directiva de Aves de la Unión Europea.
Se incluyen otras lechuzas campestres de vida salvaje, cuervos, águilas ratoneras, turones y chorlitos.
Las cumbres principales son Cadair Berwyn y Cadair Bronwen.
La cordillera Berwyn está cruzada al suroeste por el puerto de montaña B4391 Milltir Cerrig a una altitud de 486 metros.

## Etimología
El erudito T. Gwynn Jones sugirió que un posible origen del término "Berwyn" era "Bryn(iau) Gwyn (ap Nudd)", donde la palabra del centro de Gales "bre" (colina) habría mutado a Ber + Gwyn, Gwyn ap Nudd, el nombre del rey mitológico de los Tylwyth teg ("Pueblo de las hadas").